# Kurbelsphäraphon

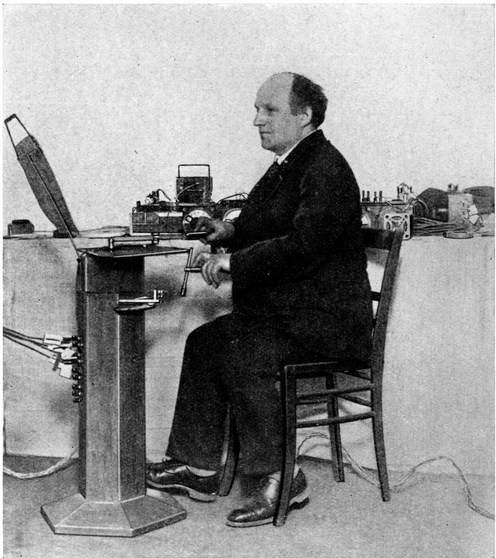
J. Mager en 1926, tocando el kurbelsphärophon en el festival de verano de Donaueschingen.

El kurbelsphärophon es un instrumento musical electrónico diseñado en 1923 por Jörg Mager para la casa Sphärophon, de Berlín. Fue presentado en sociedad en 1926 en el festival de verano de Donaueschingen, en el que pasó casi inadvertido.
El instrumento era una especie de electrophon mejorado. Se incorporaban filtros que mejoraban el timbre y evitaban el glissando continuo. En lugar de una manivela sobre un dial circular, tenía dos, y, además, un pedal doble para controlar el volumen.
El compositor Geórguiy Rimsky-Kórsakov compuso algunas piezas para ese instrumento.